# Christoforos Liontakis
Christoforos Liontakis (en griego: Χριστόφορος Λιοντάκης, Heraclión, Creta, 1945-Atenas, 26 de julio de 2019) fue un poeta y traductor griego ganador de diversos premios. Estudió derecho en la Universidad de Atenas y filosofía del derecho en la Universidad de la Sorbona, París. Su primera colección de poemas fue publicada en 1973.
Perteneció a la Genia tou 70 (generación de los años 1970), que es el término utilizado para describir a los autores griegos que comenzaron a publicar su trabajo durante esta década, especialmente al final del Régimen de los Coroneles y los primeros años de la Metapolitefsi.
Recibió por su colección Con la luz en 1999 el Premio Nacional Griego del Libro del año 2000 y el premio de poesía de la prestigiosa revista literaria Diavazo. El ministerio francés de cultura le honró con el nombramiento de Caballero de las Artes y las Letras y el ayuntamiento de Heraclión le premió con el premio literario Nikos Kazantzakis.

## Poesía
- Το τέλος του τοπίου (el final del paisaje), 1973
- Μετάθεση (Transferencia), 1976
- Υπόγειο γκαράζ (Garaje subterráneo ), 1978
- Ο Μινώταυρος μετακομίζει (El minotauro se va), 1982
- O ροδώνας με τους χωροφύλακες (La rosa y los guardias), 1988
- Με το φως (Con la luz), 1999[2]

## Prosa
- Νυχτερινό γυμναστήριο (Gimnasio nocturno), 1993

## Traducciones
- Stendhal, Αρμάνς (Armance), 1978[3]
- Bonnefoy, Yves, Οι τάφοι της Ραβέννας (Les Tombeaux de Ravenne), 1981
- Genet, Jean, Ο σκοινοβάτης, 1986
- Rimbaud, Arthur, Μια εποχή στην Κόλαση (Una temporada en el infierno), 2004